# Antônio de Freitas Paranhos
Antônio de Freitas Paranhos, primeiro e único barão da Palma (Porto Alegre/RS, 25 de janeiro de 1818 — Salvador, 12 de outubro de 1889), foi um nobre brasileiro.
Filho de José de Freitas Paranhos e Joaquina Rosa de Freitas, casou-se com Maria da Conceição Moniz  de Aragão. Era primo do visconde do Rio Branco.
Era coronel da Guarda Nacional e foi agraciado com o título de barão em 27 de março de 1872.